# Nationalratswahlkreise im Kanton Schwyz (1848)

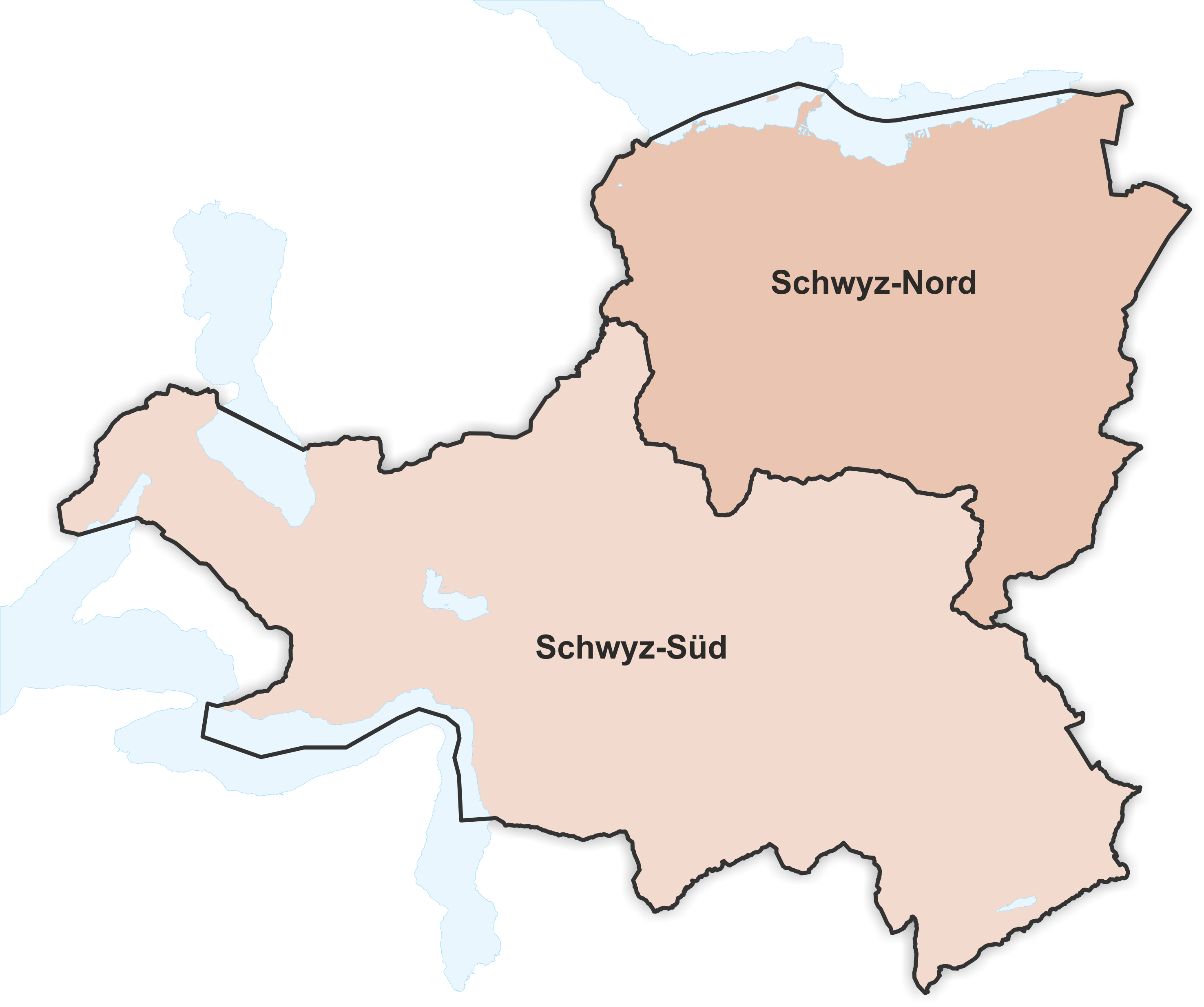
Wahlkreise Kanton Schwyz 1848

Bei den ersten Schweizer Nationalratswahlen im Jahr 1848 war der Kanton Schwyz das einzige Mal in zwei Wahlkreise unterteilt.
Der südliche Wahlkreis umfasste:
- den Bezirk Gersau
- den bezirk Küssnacht
- den Bezirk Schwyz

Der nördliche Wahlkreis umfasste:
- den Bezirk Einsiedeln
- den Bezirk Höfe
- den Bezirk March

Die Wahlen fanden am 22. Oktober 1848 statt. Da beide Gewählten das Mandat ablehnten, musste am 11. November ein zweiter Wahlgang durchgeführt werden (Ergebnisse siehe hier). Seit 1851 bildet der Kanton Schwyz einen einzigen Wahlkreis.